# Елизавета Гольштейн-Рендсбургская
Елизавета Гольштейн-Рендсбургская (нем. Elisabeth von Holstein-Rendsburg; около 1300 — не позднее 1340) — регент герцогства Саксен-Лауэнбург в период малолетства её сына Альбрехта IV с 1321 по 1330 год. Во время второго брака была младшей королевой Дании.

## Жизнь
Елизавета была дочерью Генриха I, графа Гольштейн-Рендсбурга и Хайлвиги Бронкхорст. Её первым мужем был Иоганн II, герцог Саксен-Лауэнбурга, за которого она вышла замуж в ок. 1315 года. Елизавета родила сына, который наследовал её мужа как Альбрехт IV, герцога Саксен-Лауэнбурга. Она стала его регентом в 1321—1330 годах.
В 1330 году герцогиня Елизавета вышла замуж за Эрика, младшего короля Дании, сына врага своего брата Герхарда, короля Дании Кристофера II. У пары не было детей, и в следующем же году брак был расторгнут. Её бывший муж погиб на войне с Герхардом в 1332 году.